# Inovação frugal
A Inovação Frugal ou Engenharia Frugal é um tipo de inovação com base no processo de redução de custos e recursos não essenciais de um bem durável, como um carro ou telefone. Essa preocupação surgiu para atender os países em desenvolvimento com extensa população de baixa renda.
A população de baixa renda não tem recursos financeiros suficientes para consumir e utilizar os produtos e serviços concebidos para mercados desenvolvidos, alvo de diversos estudos na última década registrado de forma bastante completa no livro de C.K Prahalad, cujo título em tradução livre para o português é “A riqueza da base da pirâmide”.
Ao vender os produtos para os chamados “consumidores negligenciados ”, as empresas esperam que a quantidade vendida compense o baixo preço do produto.
Um exemplo de inovação frugal é o carro Tata Nano, o carro mais barato do mundo que tornou-se um símbolo antes mesmo da inauguração de sua primeira linha de montagem em 2009.

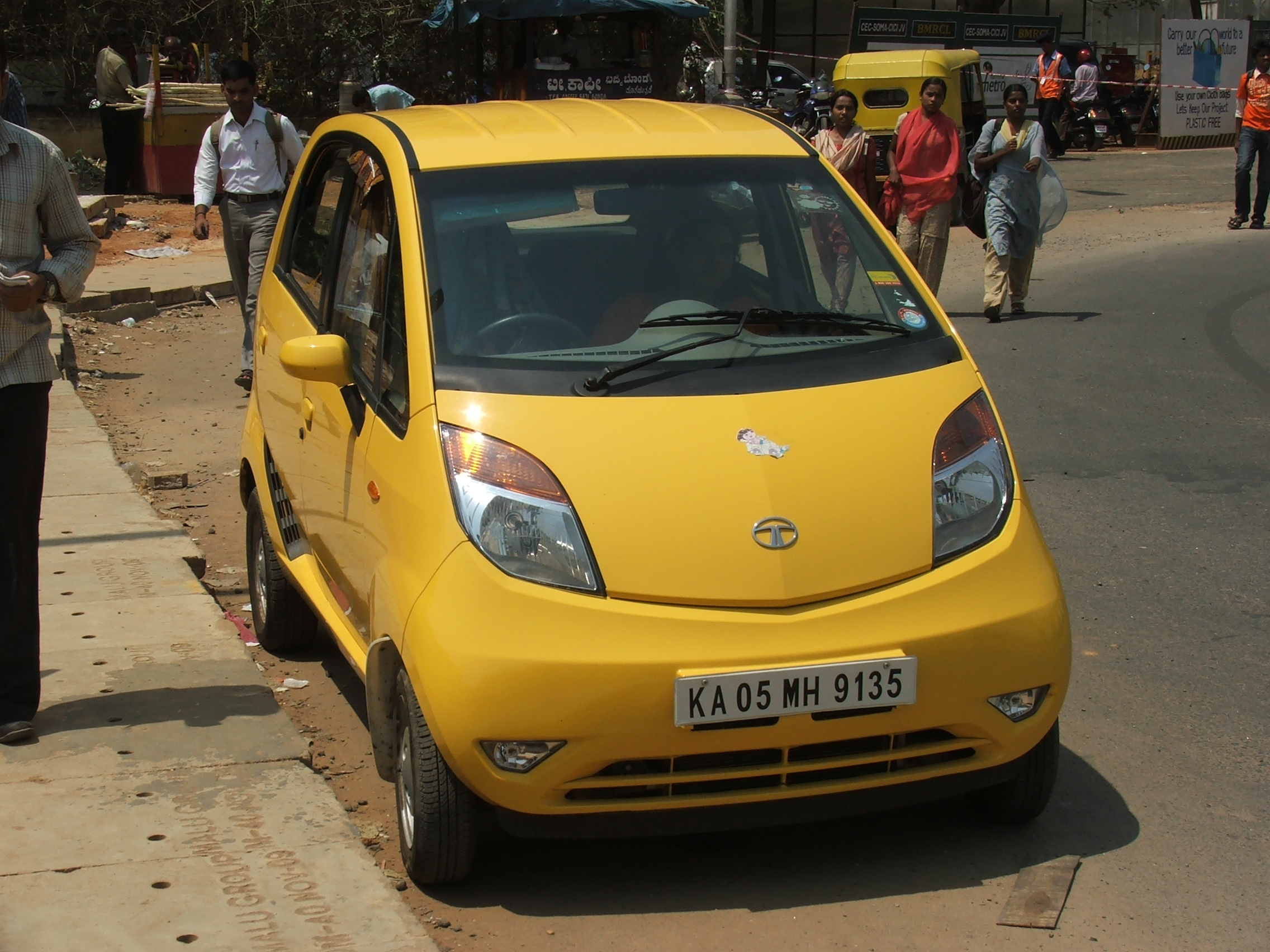
Tata Nano

O mais interessante neste processo é a variedade de funções ou ações que são alcançadas ao decorrer do seu desenvolvimento, por exemplo, a remoção do rádio do carro Tata Nano por descobrirem que os futuros proprietários prezam mais pelo espaço para guardar pertences do que ouvir música ao se deslocar, portanto, uma das oportunidades de redução do custo, por considerar o rádio não essencial naquele contexto, para aqueles clientes (Teixeira, 2010; Sarkar, 2011; Agarwal & Brem, 2012)
Para a empresa que realiza o processo de inovação frugal, conseguir atingir a base da pirâmide e aumentar seu alcance comercial é de extrema importância, com isso a população de baixa renda consegue usufruir de serviços, e adquirir produtos que anteriormente não tinha acesso.
Do ponto de vista político, o processo de inovação frugal pode contribuir com a redução das diferenças entre classes sociais, denominadas por desigualdades sociais, facilitando a integração social.
A Índia, um país extremamente populoso, encontrou uma maneira de atender a “base da pirâmide” inovando na criação de produtos para suprir as necessidades da população com preço acessível. A Índia inovou de forma frugal na criação do celular Nokia 1100, um modelo básico, durável e com uma lanterna embutida, além de chamadas de voz, possui serviços como o envio de texto. Mais de 200 milhões de unidades foram em apenas 4 anos após o seu lançamento se tornando o telefone mais vendido de todos os tempos.

## No Brasil
No Brasil a Inovação Frugal é um assunto pouco explorado, porém podemos encontrar alguns exemplos como o "tanquinho de lavar roupa".

### Tanquinho de lavar roupa
O tanquinho de lavar roupa é um bom exemplo de inovação frugal no Brasil. Ele foi desenvolvido com base na máquina de lavar porém com a redução de algumas funções como enxague e centrifugação. Com a alteração das funções ocorreu uma redução de custos e simplificação na produção tornando-se mais barato, alcançando assim a base da pirâmide.
Há algum tempo atrás era impossível imaginar que a dona de casa poderia dar adeus ao velho tanque de lavar roupas feito de cimento, que exigia grande esforço físico e tomava grande parte de seu tempo, além do gasto com sabão e água. Embora a máquina de lavar roupas seja comercializada desde 1906 seu custo impediu a comercialização para a base da pirâmide. Após o surgimento do tanquinho ocorreu uma revolução na forma de lavar roupas para a população de baixa renda, com a redução do tempo gasto e o esforço físico, menor quantidade gasta em água e sabão em pó. Apesar de ser elétrico, o tanquinho também possui um baixo consumo de energia.
O trabalho que antes era doloroso, e desgastante ficou prático e fácil com maior economia de tempo. Desde sua criação o tanquinho sofreu diversas alterações ao longo do tempo, hoje temos tanquinho com dispensador de sabão em pó, economia de água entre outros componentes que auxiliam na lavagem das roupas.
Por caber em qualquer orçamento doméstico seu preço varia de acordo com as necessidades de cada dona de casa. Dependendo da composição familiar o tanquinho pode ter capacidade maior ou menor, com mais facilidade para quem não tem orçamento disponível para comprar uma máquina de lavar e secar roupas.
O design dos tanquinhos costuma ser semelhante ao das lavadoras de roupa, mas é possível encontrar alguns com o design bem parecido como das primeiras lavadoras trazidas pelos imigrantes no sul do Brasil, com um gabinete mais arredondado, em madeira pinus.
Para acompanhar a inovação frugal do tanquinho, empresas de sabão em pó também lançaram produtos específicos para este tipo de inovação e público. As empresa descobriram que as donas de casa  de tanquinho usam a mesma água três vezes para lavar suas roupas - começando pelas peças da família, depois lençóis e toalhas e, por último, panos de limpeza. Assim, desenvolveram produtos que de ação mais prolongada, como o Omo Tanquinho, por exemplo.

### Relevância do tema
Em 2013, o tema Inovação Frugal, foi apresentado como questão especial (Special Issue) no 73rd Academy of management. O Academy of Management é um congresso bastante conceituado e respeitado que ocorre com frequência anual. A presença do tema Inovação Frugal como "special issue" num congresso de grande importância como o Academy of Management, demonstra a relevância do tema e o interesse em conhecer mais a respeito.